# Michael Elmentaler
Michael Elmentaler (* 1965 in Duisburg) ist ein deutscher Germanist.
Michael Elmentaler studierte von 1984 bis 1989 Germanistik, Philosophie und Politische Wissenschaften (Magister) an der Universität Duisburg-Essen. Von 1989 bis 2003 war er als Wissenschaftlicher Angestellter und Wissenschaftlicher Assistent im Fach Germanistik an der Universität Duisburg tätig. Im Jahr 1994 wurde er in Duisburg-Essen mit der Arbeit Logisch-semantische Studien in der Grammatik des frühen 19. Jahrhunderts. Untersuchungen zur Kategorienlehre von Simon Heinrich Adolf Herling promoviert. Im Sommer 2000 übte Elmentaler eine Lehrtätigkeit an der Radboud-Universität Nijmegen aus. 
Im Jahr 2002 erfolgte in Duisburg-Essen die Habilitation mit einer Arbeit zum Thema Studien zur Struktur und diachronischen Entwicklung historischer Schreibsprachen des 14. bis 17. Jahrhunderts. Von 2003 bis 2006 war er Hochschuldozent am germanistischen Seminar der Universität Bonn. Seit 2006 lehrt Elmentaler als Professor für deutsche Sprachwissenschaft mit dem Schwerpunkt Niederdeutsche Sprache und Literatur an der Universität Kiel.
Seine Forschungsschwerpunkte sind die Niederdeutsche Sprachwissenschaft, die Dialektologie und Substandardforschung, die Historische Graphematik (Schreibsprachforschung) sowie die Historiographie der Sprachwissenschaft. Seit 2017 ist Elmentaler Vorsitzender des Vereins für niederdeutsche Sprachforschung.

## Schriften
Monografien
- Struktur und Wandel vormoderner Schreibsprachen (= Studia linguistica Germanica. Bd. 71). de Gruyter, Berlin 2003, ISBN 3-11-017853-2.
- Logisch-semantische Studien in der Grammatik des frühen 19. Jahrhunderts. Untersuchungen zur Kategorienlehre von Simon Heinrich Adolf Herling(= Reihe Germanistische Linguistik. Bd. 160). Niemeyer, Tübingen 1996, ISBN 3-484-31160-6.

Herausgeberschaften
- Deutsch und seine Nachbarn. Lang, Frankfurt am Main u. a. 2009, ISBN 978-3-631-58885-7.
- Regionalsprachen, Stadtsprachen und Institutionssprachen im historischen Prozess (= Schriften zur diachronen Sprachwissenschaft. Bd. 10). Ed. Praesens, Wien 2000, ISBN 3-7069-0070-X.